# Glade
Glade изгражда GTK+ графичен потребителски интерфейс, с допълнителни компоненти за GNOME. В третата си версия Glade е независим език за програмиране, който не генерира код на събитие, а само XML файл, който се интерпретира с подходяща библиотека (например GTK+ за програмния език C).
Glade е безплатен софтуер, разпространяван под GNU Lesser General Public License (GNU LGPL), но част от него все още се разпространява под GNU General Public License (GNU GPL).